# Α-甲基苯甲硫醇
α-甲基苯甲硫醇是一种有机化合物，化学式为C6H5CH(CH3)SH。它可以1-苯乙醇和硫脲为原料反应制得。它可以被氯化铜氧化为二(1-苯乙基)二硫化物。它和重氮甲烷反应，可以得到甲基(α-甲基苄基)硫醚。